# Milaan-San Remo 1987
De 78e editie van de wielerklassieker Milaan-San Remo werd gereden op 21 maart 1987. De wedstrijd werd gewonnen door Erich Machler die aan de finish zes seconden sneller was dan Eric Vanderaerden.

## Deelnemersveld
Er kwamen 273 wielrenners aan de start, waarvan er 160 de finish zouden halen.
| Deelnemende teams       | Deelnemende teams                   |
| ----------------------- | ----------------------------------- |
| ADR-Fangio-IOC-MBK      | PDM-Ultima-Concorde                 |
| Ariostea                | Pepsi Cola-Alba Cucine              |
| Atala-Ofmega            | Remac-Fanini                        |
| Carrera-Vagabond        | Reynolds                            |
| Del Tongo-Colnago       | RMO-Méral-Mavic                     |
| Ecoflam-BFB Bruciatori  | Robland-Isoglass                    |
| Fagor-Larios            | Roland-Skala-TW                     |
| Fibok-Muller            | Seat-Caja Rural-Orbea               |
| Gewiss-Bianchi          | Selca-Thermocec                     |
| Gis Gelati -Jollyscarpe | Sigma                               |
| Hitachi-Marc            | Superconfex-Yoko                    |
| Kas                     | Supermercati Brianzoli–Chateau d'Ax |
| Lotto-Eddy Merckx       | Système U                           |
| Lucas-Mullers-Orbea     | Teka-Mavic-Alan                     |
| Magniflex-Centroscarpa  | Toshiba-La Vie Claire               |
| Paini-Sidi              | TVM-Van Schilt                      |
| Panasonic-Isostar       | Z-Peugeot                           |

## Uitslag
| Milaan–San Remo 1987 |                            |                         |          |
| Plaats               | Naam                       | Ploeg                   | Tijd     |
| Winnaar              | Erich Machler              | Carrera-Vagabond        | 7u00'52" |
| 2                    | Eric Vanderaerden          | Panasonic-Isostar       | +6"      |
| 3                    | Guido Bontempi             | Carrera-Vagabond        | +8"      |
| 4                    | Sean Kelly                 | Kas                     | z.t.     |
| 5                    | Giuseppe Calcaterra        | Atala-Ofmega            | z.t.     |
| 6                    | Teun van Vliet             | Panasonic-Isostar       | z.t.     |
| 7                    | Paul Popp                  | Paini-Sidi              | z.t.     |
| 8                    | Franco Chioccioli          | Gis Gelati -Jollyscarpe | z.t.     |
| 9                    | Dag Erik Pedersen          | Ariostea                | z.t.     |
| 10                   | Rolf Sørensen              | Remac-Fanini            | z.t.     |
| 11                   | Steve Bauer                | Toshiba-La Vie Claire   | z.t.     |
| 12                   | Bruno Wojtinek             | Z-Peugeot               | z.t.     |
| 13                   | Marc Sergeant              | Lotto-Eddy Merckx       | z.t.     |
| 14                   | Rolf Gölz                  | Superconfex-Yoko        | z.t.     |
| 15                   | Jean-Luc Vandenbroucke     | Kas                     | z.t.     |
| 16                   | Jean-Marie Wampers         | Hitachi-Marc            | z.t.     |
| 17                   | Jean-Philippe Vandenbrande | Hitachi-Marc            | z.t.     |
| 18                   | Ludwig Wijnants            | Roland-Skala-TW         | z.t.     |
| 19                   | Mario Beccia               | Remac-Fanini            | z.t.     |
| 20                   | Claude Criquielion         | Hitachi-Marc            | z.t.     |

1907 · 1908 · 1909 · 1910 · 1911 · 1912 · 1913 · 1914 · 1915 · 1916 · 1917 · 1918 · 1919 · 1920 · 1921 · 1922 · 1923 · 1924 · 1925 · 1926 · 1927 · 1928 · 1929 · 1930 · 1931 · 1932 · 1933 · 1934 · 1935 · 1936 · 1937 · 1938 · 1939 · 1940 · 1941 · 1942 · 1943 · 1944 · 1945 · 1946 · 1947 · 1948 · 1949 · 1950 · 1951 · 1952 · 1953 · 1954 · 1955 · 1956 · 1957 · 1958 · 1959 · 1960 · 1961 · 1962 · 1963 · 1964 · 1965 · 1966 · 1967 · 1968 · 1969 · 1970 · 1971 · 1972 · 1973 · 1974 · 1975 · 1976 · 1977 · 1978 · 1979 · 1980 · 1981 · 1982 · 1983 · 1984 · 1985 · 1986 · 1987 · 1988 · 1989 · 1990 · 1991 · 1992 · 1993 · 1994 · 1995 · 1996 · 1997 · 1998 · 1999 · 2000 · 2001 · 2002 · 2003 · 2004 · 2005 · 2006 · 2007 · 2008 · 2009 · 2010 · 2011 · 2012 · 2013 · 2014 · 2015 · 2016 · 2017 · 2018 · 2019 · 2020 · 2021 · 2022 · 2023 · 2024 · 2025
Lijst van beklimmingen